# Palićko jezero
Palićko jezero (srp. Палићко језеро; mađ. Palicsi-tó, nje. Palitsch-See) je jezero na sjeveru Bačke.

## Zemljopisni položaj
Nalazi se 8 km od Subotice, pokraj gradića Palića, u autonomnoj pokrajini Vojvodini, Srbija. 
Zauzima površinu od 4,6 km². Prosječna dubina jezera je 1,9 metara. Temperatura vode se kreće između 18 i 25°C.

## Povijest
Podrijetlo i nastanak ovog jezera nas vodi u daleku prošlost.  Poznato je da je jezero presušilo nekoliko puta i svaki put ga se opet punilo.

## Osobine
Izvori mineralne vode su temperature 25°C, a jezersko dno je bogato važnim mineralnim tvarima koje imaju ljekovite osobine, pa je zbog toga ovo jezero i lječilišno mjesto.
Godine 1995. je otvoren kanal Tisa-Palić, koji je pridonio kakvoći vode u jezeru.

## Ekologija
Palićko jezero je zaštićeno područje 3. kategorije te je dobio status parka prirode.

## Turizam
Palićko jezero je najomiljenije turističko odredište u Vojvodini i peto po popularnosti u Srbiji. 

## Vanjske poveznice
|  | Zajednički poslužitelj ima još gradiva o temi Palićko jezero |

- Vodič: Palićko jezero na Wikivoyageu
- Službene turističke stranice  Arhivirana inačica izvorne stranice od 18. svibnja 2008. (Wayback Machine)
- (srp.) Subotičke  Arhivirana inačica izvorne stranice od 30. ožujka 2009. (Wayback Machine) Palić, Ludoš, Kelebija - jezera ili bare? : Nesporazumi oko statusa jezera, 8. svibnja 2008.
- (srp.) Subotičke[neaktivna poveznica] Palić, Ludoš, Kelebija - jezera ili bare? : Ludaško jezero je u stvari bara, 16. svibnja 2008.
- (srp.) Subotičke[neaktivna poveznica] Palić, Ludoš, Kelebija - jezera ili bare? : Kako je izgubljena vlast nad vodama, 22. svibnja 2008.